# Thérèse Dorny

Thérèse Dorny.

Thérèse Dorny, född 18 september 1891 i Paris, Frankrike, död 14 mars 1976 i Saint-Tropez, Frankrike, var en fransk skådespelare. Dorny medverkade i lite över 40 filmer.

## Filmografi
- 1932 – Cognasse
- 1937 – Hon måste ljuga
- 1938 – Från sex till sex
- 1955 – De djävulska
- 1956 – Mitsou - av kärlek blir unga flickor visa